# HMS Electra (1934)
HMS Electra (Корабль Его Величества «Электра»), закладной номер H27 — эскадренный миноносец типа E Королевского флота Великобритании. Один из 16 эсминцев и лидеров, построенных по проектам E и F. Эсминцы типа E были похожи на предшествующие корабли типов C и D образца 1931 года, но с улучшенной формой корпуса, модифицированным мостиком, тремя котельными отделениями вместо двух и увеличенным до 40° углом возвышения 120-мм орудий (против 30° у ранних типов).
«Электра» был заложен 15 марта 1933 года одновременно с однотипным Энкаунтером на верфи Hawthorn Leslie Shipyard в Хебберне, графство Тайнсайд и был спущен на воду 15 февраля 1934 года, как 7-й корабль под этим именем в Королевском флоте. Вступил в строй 13 сентября 1934 года. Стоимость постройки корабля составляла приблизительно 300 000 фунтов стерлингов. В частности, стоимость без вооружения и средств связи, устанавливаемых Адмиралтейством, составила 253 350 фунтов.

## Служба

### Первое задание
После вступления в строй в 1934 году, «Электра» вошел в состав 5-й флотилии эсминцев Хоум Флита вместе с другими однотипными эсминцами. В сентябре 1935 года 5-я флотилия была переведена в состав Средиземноморского флота в течение Абиссинского кризиса, но в марте следующего года его вернули обратно в состав Хоум Флита. В 1936 году «Электра» выполнял задачи патрулирования по невмешательству в испанских водах в течение Гражданской войны в Испании.
В августе 1939 года, эсминец вместе с кораблями резерва участвовал в Королевском смотре в Веймутском заливе. 26 августа эсминец посетил Король Георг VI.

### Ранний период Второй мировой войны
В начале Второй мировой войны «Электра» был переведен в 12-ю флотилию эскадренных миноносцев в Портленде, предназначенную для выполнения противолодочного патрулирования и защиты конвоев на Юго-Западных подходах к Англии.
3 сентября 1939 года корабль принял участие в спасении пассажиров и экипажа лайнера «Атения», торпедированного немецкой подводной лодкой U-30. Капитан «Электры», лейтенант-коммандер Сэмми А. Басс, был самым старшим по званию офицером среди присутствовавших на месте командиров и взял на себя командование операцией. Он выслал эсминец «Фэйм» на поиск подводных лодок, пока «Электра», его систершип «Эскорт», шведская яхта «Южный Крест», норвежское торговое судно «Кнут Нельсон» и американский танкер «Сити оф Флинт» спасали потерпевших. Кораблям удалось подобрать 980 пассажиров и членов экипажа, 112 человек погибло; сама «Атения» затонула следующим утром.
Следующим заданием «Электры» был эскорт конвоя из Пентланд Фирт вместе с эсминцами «Эксмут» и «Инглфилд». В течение яростного двухдневного шторма, волнами был сорван полный снарядов кранец первых выстрелов на баке и начал свободно скользить по палубе. Несколько добровольцев сумели за непродолжительное время зафиксировать опасный объект.
В октябре — декабре, корабль был передан Эскортным Силам Гринока для службы на Северо-Западных Подходах, развёрнутыми для защиты конвоев между Клайдом и Фортом. В это же время была проведена чистка котлов, выполненная в Розайте.
До апреля 1940 года «Электра» продолжал эскортировать конвои и охотиться за подводными лодками на западных подходах к Великобритании и в Северном море.

### Норвегия
8 апреля «Электра» в составе флотилии эсминцев, в которой помимо него состояли эсминцы «Эхо», «Эскорт», «Эскапейд», «Энкаунтер» и «Эклипс» был передан в состав сил Флота Метрополии, для эскортирования главных сил флота в намечавшейся Норвежской операции.
В ранних числах апреля 1940 года «Электра» отконвоировал два конвоя в Норвегию. Первый из них, к Ваагс-фьорду отплыл 12 апреля. В составе конвоя также были эсминец «Эскепэйд» и крейсер «Саутгемптон». Переход обошёлся без происшествий и конвой прибыл к пункту назначения 14 апреля, где «Электра» осталался для поддержки сил, действующих в Норвегии.
Во второй рейс корабль отправился 18 апреля, прикрывая учебный крейсер «Виндиктив» с войсками, посаженными в Бюген на переходе к Ваагс-фьорду. Конвой был атакован немецкими бомбардировщиками. Бывший польский лайнер, служивший транспортом, был потоплен, но прочие суда конвоя успешно прибыли на место назначения. После прибытия в Норвегию, «Электра» высадил двух армейских офицеров-разведчиков в удалённом месте. За это время моряки «Электры» из своих 120-мм орудий сбили немецкий бомбардировщик.
Несколькими днями позже «Электра», оснащённый двумя минными тралами TSDS, был направлен в Офотфьорд к Нарвику для траления пути линкору «Уорспайт». Однако адмирал сэр Уильям Джок Уитворт решил рискнуть и оставил «Электру» охранять вход в фьорд. (подробности смотри в статье Битва при Нарвике).
13 июня 1940 года «Электра» эскортировал авианосец «Арк Ройал», когда последний наносил авиаудар по норвежскому Тронхейму. В то время, когда авианосец разворачивался против ветра в тумане, другой эсминец, «Антилопа», начал опасно «резать нос» «Электре». Не имея времени на остановку, «Электра» ударился в корму «Антилопы», прямо в каптёрку. Один матрос с «Антилопы» был вынужден ухватиться за якорную цепь «Электры», чтобы выбраться из опасного места. Нос «Электры» был серьёзно повреждён и четыре дня потребовалось, чтобы эсминец вернулся в Шотландию малым ходом. Ремонт производился фирмой Ailsa Shipbuilding Company в шотландском Труне, графство Саут-Эршир. Это предприятие в основном было известно постройкой яхт и ремонт «Электры» был самым крупным поручением фирмы. В ходе ремонта кормовые торпедные аппараты были заменёны на трёхдюймовую зенитку и два 20-мм зенитных автомата «Эрликон». Также каптёрку корабля окрасили в командные цвета футбольного клуба «Рейнджерс», болельщиком которой являлся менеджер фирмы. После ремонта «Электра» вошел состав 3-й флотилии эсминцев Хоум Флит.

### Снова в Атлантике
Первой операцией после ремонта стало эскортирование линейного крейсера «Рипалс» в охоте за немецким рейдером «Адмирал Шеер», атаковавшим конвой HX-84 и потопившим вспомогательный крейсер «Джервис Бэй» и пять других судов конвоя. Позже «Электра» принял участие в поиске уцелевших с потопленных судов этого конвоя.
В декабре корабль был опять в поиске немецкого надводного рейдера, который якобы прорвался в Северную Атлантику. Силы, посланные на перехват, включали линейный крейсер «Худ», лёгкий крейсер «Эдинбург» и эсминцы «Электра», «Эскапейд», «Эхо» и «Коссак». Проведя неделю в море, включая Рождество, в канун Нового года «Электра» вернулся в порт. Там капитан эсминца лейтенант-коммандер Басс был повышен в звании до коммандера и перешёл на эсминец «Панджаби». Новым капитаном «Электры» стал лейтенант-коммандер Сесил Уэйкфорд Мэй, который оставался на этой должности вплоть до гибели корабля. Спустя пару дней после этого «Электру» направили в Арктику с заданием по поиску немецких надводных рейдеров, откуда он вернулся через Датский пролив и в штормовых условиях дозаправился с крейсера.
Первые четыре месяца 1941 года «Электра» провел, в основном, в эскортировании конвоев вокруг Британских островов, оставаясь в условиях холодной и штормовой погоды. Одним из таких конвоев был HX-122, вышедший из Галифакса 20 апреля и прибывший в Ливерпуль 8 мая. В одном из походов эсминец спас экипаж патрульного самолёта, упавшего в океан. С 23 января «Электра» участвовал в операции «Раббл», прорыву нескольких норвежских торговых судов из шведского Гётеборга. В марте «Электра» и «Инглфилд» эскортировали линкор «Куин Элизабет» в поиске немецких линкоров «Шарнхорст» и «Гнейзенау».

### Охота на «Бисмарка»
В первых числах мая Британское Адмиралтейство получило информацию о том, что немецкий линкор «Бисмарк» может предпринять попытку прорыва в Северную Атлантику, и направило «Электру» в Скапа-Флоу на Оркнейских островах для возможного участия в перехвате рейдера. 22 мая, сразу после полуночи, «Электра» вместе с эсминцами «Экейтес», «Антилопа», «Энтони», «Эхо» и «Икар» вышел в море для прикрытия северных проходов в составе эскорта линейного крейсера «Худ» и линкора «Принц Уэльский». Намерения командования предусматривали дозаправку в исландском Хвалфьорде и продолжение патрулирования. Вечером 23 мая погода начала ухудшаться и в 20:55 адмирал Ланселот Холланд просигналил эсминцам: «если вы не можете поддерживать эту скорость, я пойду без вас. Следуйте за мной с оптимальной для вас скоростью». В 02:15 утром 24 мая эсминцам было приказано разойтись и находиться друг от друга в 15-мильном интервале для поисков на севере.
Около 05:35 немецкие корабли были замечены с «Худа» и вскоре после этого немцы обнаружили британские суда. Огонь был открыт в 05:52 и в 06:01 «Худ» получил попадание 381-мм снаряда в свою кормовой погреб боеприпасов. Снаряд вызвал взрыв боекомплекта, который всего за 2 минуты отправил «Худ» на дно. В это время «Электра» и другие эсминцы были в 60 милях от погибшего корабля. После получения рапорта о потоплении «Худа», «Электра» полным ходом направился к месту гибели линейного крейсера, прибыв через два часа после его потопления. На эсминце ожидали найти большое число выживших, подготовили горячий кофе и ром, развернули все необходимые медицинские принадлежности для раненых, вывесили сети и спасательные пояса для быстрого подбора уцелевших. Однако из 94 офицеров и 1321 членов экипажа, находившихся на борту «Худа» нашли только троих выживших. После их спасения «Электра» продолжал поиски, вскоре к нему присоединились «Икар» и «Энтони». Но других выживших так и не нашли, обнаружив только плавающие деревянные обломки, одежду, части тел, поломанные плоты и ящик стола с документами. После нескольких часов поиска корабли покинули место гибели «Худа», поскольку в холодной воде выживание возможно лишь в течение порядка 20 минут, вероятность найти кого-либо ещё в живых была очень мала. (Детали смотри в статье Сражение в Датском проливе).
После высадки уцелевших в Исландии «Электра», дозаправившись, вернулся для эскортирования повреждённого «Принца Уэльского» в Розайт. После возвращения на базу членам экипажа было разрешено короткое увольнение на берег, впервые за много месяцев. За последующие две недели корабль перешёл в Скапа-Флоу, патрулировал западное побережье Англии, побывал в Ирландии и эскортировал в Атлантике конвой с войсковыми транспортами.
После этого «Электра» убыл на ремонт в Королевские доки в Лондоне на шесть недель, попутно эскортировав конвой в Ширнесс. Ремонт выполнялся фирмой Green & Silley Weir. В ходе ремонта эсминец получил новую деформирующую окраску из серых, голубых и зелёных пятен. Спустя два дня после ремонта корабль вновь охранял конвой, который был назван «аллеей бомб». Суда подверглись массированной атаке немецкой авиации, но потерь не понесли. Затем «Электра» убыл в Скапа-Флоу за следующим заданием.

### Конвой в Россию
Вскоре после прибытия в Скапа-Флоу, «Электра» был назначен старшим эскорта первого из арктических конвоев в Советский Союз под названием «Операция «Дервиш»». Конвой состоял из шести транспортов, эскорта из эсминцев «Электра», «Эктив» и «Импалсив», трёх тральщиков типа «Элджирин» и трёх траулеров. Конвой успешно достиг западного побережья Норвегии, описал широкую петлю, чтобы избежать контакта с силами немецких баз в северной Норвегии и затем взял на юг в Архангельск. Потерь не было как по пути в Россию, так и на пути обратно с 11 транспортами в октябре 1941 года. (подробнее смотри, Арктические конвои Второй мировой войны).

### На Дальнем Востоке
В понедельник, 20 октября 1941 года, экипаж «Электры» узнал новости, что они вместе с эсминцем «Экспресс» будут эскортировать линкор «Принц Уэльский» на Дальний Восток под флагом вице-адмирала сэра Томаса Филипса, где корабли составят ядро нового Восточного Флота, предназначенного для сдерживания японской агрессии. В течение трёх следующих дней корабли были загружены боеприпасами и снаряжением и сдали парки, выданные им на время похода в Россию. 23 октября они вышли из Скапа-Флоу на Гринок, откуда 25 октября направились на Дальний Восток. До прибытия туда корабли обозначались как «отряд G», после чего их переобозначили как «Отряд Z». Их сопровождал эсминец «Хесперус», взятый командованием западных подходов на время первой части похода. Эсминцы заправлялись с «Принца Уэльского» южнее Ирландии. Двумя днями позже другой эсминец, «Легион» был выделен из состава гибралтарского конвоя для прикрытия «Принца Уэльского», пока «Электра» и «Экспресс» вновь дозаправлялись с танкера в Понта-дель-Гарда на Азорских островах. Через день они вернулись, а «Хесперуc» и «Легион» убыли в Гибралтар.
2 ноября три корабля достигли Фритауна. После короткой остановки и увольнения на берег они покинули его на следующий день. После очередной дозаправки по пути они прибыли в Кейптаун 16 ноября, причём эсминцы отдали якорь в базе флота Саймонстаун. Экипажи получили возможность увольнения на берег, но несколько событий, включая интервью для прессы, были отменены. Корабли покинули Кейптаун 18 ноября и прибыли 28 числа в Коломбо на Цейлоне, по пути останавливаясь для дозаправки на Маврикии и атолле Адду. На последнем экипаж «Принца Уэльского» дал рождественский обед для отряда Королевской морской пехоты и послал на берег свежие фрукты, мясо, овощи, пиво и ром.
29 ноября эсминцы «Энкаунтер» и «Юпитер», выделенные из состава Средиземноморского флота, присоединились в Коломбо и пять кораблей отправились дальше вечером того же дня. Они были встречены в море линейным крейсером «Рипалс», который прибыл из Тринкомали. Отряд направился в Сингапур, куда и прибыл 2 декабря. Там они провели несколько дней с увольнениями на берег и ремонтом, ожидая приказов. 1 декабря было объявлено, что сэр Томас Филипс повышен в звании до полного адмирала и назначен главнокомандующим Восточным Флотом. Несколькими днями позже «Рипалс» отправился в поход в Австралию с кораблями «Вампир» и «Тенедос», но отряд был отозван обратно в Сингапур.

### Отряд Z в Сингапуре
Рано утром 8 декабря Сингапур был атакован японскими самолётами. «Принц Уэльский» и «Рипалс» ответили своим зенитным огнём, но ни та, ни другая сторона потерь и повреждений не имели. После получения сведений о нападении на Перл-Харбор и вторжении японцев в Сиам, отряд Z вышел в море в 17:30 того же дня. В это время отряд состоял из «Принца Уэльского» и «Рипалса», в их эскорте были эсминцы «Электра», «Экспресс», «Вампир» и «Тенедос». 9 декабря в 18:30 «Тенедос» был отослан обратно в Сингапур из-за малого количества топлива на борту. Ночью того же дня «Электра» заметил и сообщил о вспышке на севере. Это вынудило британские корабли повернуть на юго-восток. Вспышка была следствием осветительной авиабомбы, сброшенной японским самолётом по ошибке над своими же кораблями, которые повернули обратно на северо-восток. В этот момент расстояние между эскадрами составляло всего около 5 миль
В 20:55 адмирал Филипс отменил операцию и приказал всем кораблям вернуться в Сингапур. По пути обратно они были замечены японской подводной лодкой I-58, которая сообщила об их местонахождении остальным японским силам. 10 декабря британцы получили рапорт о японском десанте на Куантане, эсминец «Экспресс» был послан на разведку, оказавшуюся безрезультатной. В полдень «Принц Уэльский» и «Рипалс» были потоплены 85 японскими самолётами 22-й воздушной флотилии, базировавшейся в Сайгоне. Эти самолёты вылетели с аэродромов на захваченном Куантане. «Рипалс» получил пять торпед за 20 минут, «Электра» и «Вампир» начали спасать выживших с погибшего линейного крейсера, тогда как «Экспресс» спасал уцелевших с погибшего линкора «Принц Уэльский».
«Электра» транслировал по радио рапорты о потоплении «Рипалса» и «Принца Уэльского». Даже после своего спасения некоторые моряки «Рипалса» встали к орудиям «Электры», чтобы высвободить их прислугу для спасения оставшихся в воде. В частности, артиллерийская обслуга «Рипалса» обслуживала 120-мм артустановки X и Y, а дантист «Рипалса» помогал врачам «Электры» при работе с ранеными. В сумме около 1000 членов экипажа «Рипалса» было спасено, 571 из которых был на счету «Электры». Все британские эсминцы вернулись в Сингапур, чтобы высадить раненых, дозаправиться топливом и боеприпасами.

### Конвойные операции
В следующие три недели «Электра» эскортировал конвои, оставаясь для отдыха в Сингапуре между походами. Он столько раз пересекала экватор, что экипаж прекратил считать эти события. Наиболее часто в этих походах он действовал совместно с лёгким крейсером «Хобарт». В последней неделе января «Электра» был частью войскового конвоя BM-11, состоящего из американских транспортов «Вест-Пойнт» и «Уэйкфилд» и британских судов «Дьючесс оф Бедфорд», «Эмпресс оф Джэпэн», «Эмпайр Стар». Эти транспорты перевозили войска из индийского Бомбея в Сингапур, куда они прибыли 29 января. Там, около 11:00 31 января «Электра» отшвартовался рядом с «Вест-Пойнтом», на который перешли 20 доковых служащих, 8 женщин, один офицер «Свободной Франции» и офицер Королевских ВВС, направляющиеся на Цейлон (у одной из этих женщин на борту «Вест-Пойнта» 4 февраля родился ребёнок).
Некоторые из конвоев, эскортированных «Электрой»:
- BM-9B, который покинул Бомбей 22 декабря 1941 года; «Электра» сопровождал этот конвой с 3 января 1942 года до его прибытия в Сингапур 6 января.
- BM-10, который покинул Бомбей 8 января 1942 года; «Электра» был частью эскорта с 10 января по 22 января.
- BM-11, (отмеченный выше), который покинул Бомбей 19 января 1942 года; «Электра» был частью эскорта с 24 января до прибытия в Сингапур 29 января.
- BM-12 Обратный поход в Бомбей; «Электра» был частью эскорта с 7 февраля по 9 февраля, пока конвой шёл Зондским проливом.

Позже корабль выполнял задание по буксировке эсминца «Айзис» из Сингапура на Яву. По пути они были атакованы японским высотным бомбардировщиком, но повреждений не имели. (Т. Дж. Кейн в своей книге HMS Electra утверждает, что роль буксира выполнял «Электра»; Стив Гартланд в статье в газете «Сан» утверждает, что буксируемым эсминцем была «Вендетта», а вёл её буксир «Пинг Воу». «Электра» только эскортировал их с 17 февраля). Почти перед падением Сингапура «Электра» и другие эсминцы вывели оставшиеся торговые суда в Танжонг Приок на Яве.

### Битва в Яванском море и гибель

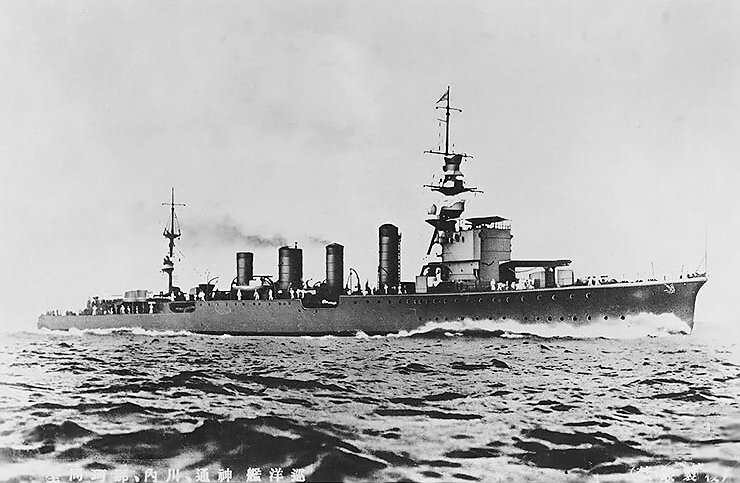
Японский лёгкий крейсер «Дзинцу»

26 февраля 1942 года «Электра» прибыл в Сурабаю из Танжонг Приок вместе с крейсерами «Эксетер», «Перт», голландским лёгким крейсером «Ява», тогда как эсминцы «Юпитер», «Энкаунтер», «Даунтлесс», «Даная» и крейсер «Хобарт» остались в Танжонг Приок. 27 февраля ударный отряд покинул Сурабаю с тремя британскими эсминцами во главе («Электра» в центре, «Юпитер» и «Энкаунтер» по флангам), за ними следовали голландский крейсер «Де Рюйтер», «Эксетер», «Хьюстон», «Перт» и «Ява». Замыкали строй 2 голландских и 4 американских эсминца. Командовал отрядом голландский адмирал Доорман. Задачей отряда была атака японских конвоев с десантом, прикрываемых боевыми кораблями.
В 16:12 союзная эскадра вошла в визуальный контакт с противником — отрядом японских кораблей в составе тяжёлых крейсеров «Нати» и «Хагуро», лёгких крейсеров «Нака» и «Дзинцу», а также 14 эсминцев. На первом этапе «Электре» удалось избежать попаданий снарядов и торпед. В 17:15 «Эксетер» получил попадание снаряда, который уничтожил 120-мм артустановку и разорвался в котельном отделении, после чего корабль вынужден был снизить скорость. В 17:25, по приказу Доормана «Электра» и «Энкаунтер» вышли в атаку на вражеские корабли с целью прикрыть отход «Эксетера». На выходе из дымовой завесы, поставленной крейсером «Перт», англичане натолкнулись на японский лёгкий крейсер «Дзинцу» и три эсминца. В последующем скоротечном бою на близкой дистанции «Электра» сумел добиться попаданий в «Дзинцу» (1 член экипажа погиб, 4 ранено) и по английским данным в эсминец «Асагумо». В то же время «Электру» поразили несколько снарядов, которые вывели из строя артустановки A и X, перебили электрические кабеля (корабль остался без внутренней связи), разрушили прожекторную платформу, повредили кормовое котельное отделение и перебили главную паровую магистраль. Эсминец потерял ход, выпустил все торпеды и стал крениться на левый борт. Один из японских эсминцев продолжил вести огонь по «Электре», остальные японские корабли бросились в атаку на «Эксетер», но, встретив сопротивление голландских и британских эсминцев, отошли назад и принялись добивать «Электру». Корабль получил ряд новых попаданий, под артустановкой B возник пожар, у артустановки Y кончился боезапас и в итоге был отдан приказ покинуть корабль. Единственный уцелевший вельбот успешно спустили на воду и посадили в него раненых, но сразу после этого он был уничтожен близким снарядным попаданием. «Электра» пошел ко дну около 18:00 27 февраля 1942 года носовой частью вперёд с всё ещё с развевающимся флагом КВМФ.

### Спасшиеся моряки
Той же ночью, около 02:35 28 февраля 1942 года, 54 выживших британских моряка из 173 экипажа «Электры» были подобраны американской подводной лодкой S-38 и доставлены в Сурабаю. Когда подводная лодка всплыла посреди уцелевших, они даже не знали, вражеская она или союзная. Один из моряков опознал в подлодке «своих», поскольку её якорь был адмиралтейского типа, а в это время только на американских подлодках ещё применялись якоря такого типа. Один из спасённых умер на борту S-38. После лечения в голландском госпитале 42 моряка были отправлены в Австралию на пароходе «Верспек», куда они прибыли 10 марта. Ещё один член экипажа «Электры» скончался в госпитале, ещё 10 были там оставлены в критическом состоянии.
После пребывания на лечении в Австралии многие из уцелевших моряков отправились на лайнере «Нанкин» на Цейлон, а оттуда уже в Великобританию. Однако по пути «Нанкин» был атакован и потоплен немецким рейдером «Тор». Те, кто вторично уцелел, провели 7 недель на снабжающей базе рейдера «Регенсбург» и в итоге были переданы японцам. До конца войны их содержали в лагере для военнопленных.
29 марта 1947 года мозаичное окно в часовне Св. Георгия в Королевских морских казармах в Чатеме было посвящено экипажу «Электры».

## Останки эсминца
В августе 2003 года теплоход «Эмпресс» обнаружил останки «Электры». Эсминец лежит на левом борту на глубине 49 метров, полностью опутанный рыболовными сетями. Интересно, что корабль находится не там, где отмечено место его гибели на картах союзников, но гораздо ближе к месту, указанному на японских боевых картах. В ноябре 2016 года обнаружился факт исчезновения останков нескольких боевых кораблей, включая остов «Электры», со дна Яванского моря. Наблюдатели связывают пропажу с ростом цен на металлолом в Юго-Восточной Азии.